# Stadhuis van Lochem

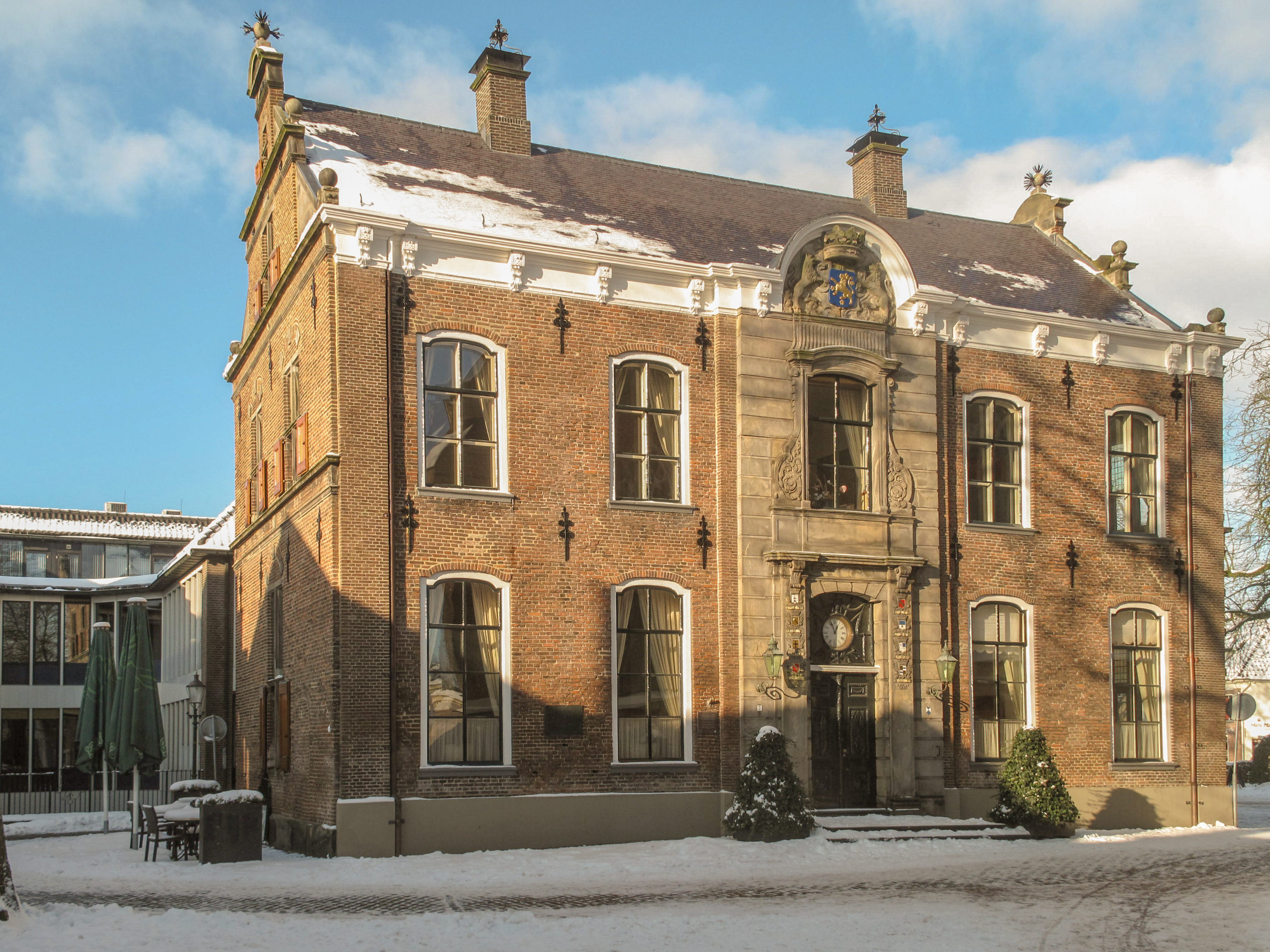

Het stadhuis van Lochem is een historisch pand aan de Markt in Lochem. Na een stadsbrand in 1615 ging het vroegere stadhuis in vlammen op; het werd herbouwd rond 1643. De Lochemse magistraat zetelde er tijdens de Tachtigjarige Oorlog. De oostgevel werd verbouwd in 1741. De wapens aan weerszijden van de toen aangebrachte nieuwe ingang zijn van de op dat moment in functie zijnde burgemeester en raden (regenten). Bij de restauratie in 1898 werden de gevelbekroningen van architect Emond Hellenraet verwijderd. Het VVV Inspiratiepunt Lochem is in het stadhuis gevestigd.